# 廓羽盗龙类
廓羽盗龙类（学名：Pennaraptora，又译阔羽盗龙类、彭纳盗龙类）是一支由Foth等人于2014年命名的演化支。其定义为：包含了嗜角偷蛋龙、平衡恐爪龙和家麻雀的最近共同祖先以及它们所有的后代。这个演化支已知确切的最早成员为近鸟龙属，生活于1亿6000万年前侏罗纪晚期的中国。